# Torre de Santa Isabel
La torre de Santa Isabel, también conocida como Torre de Las Cumbres o Torre Vieja del Puerto, es una torre de vigilancia costera del siglo XVI situada en el núcleo urbano del Puerto de Mazarrón (Región de Murcia, España). Es Bien de Interés Cultural desde 1986.

## Características
Antigua torre de vigilancia costera situada en un promontorio desde el que se puede vigilar todo el puerto mazarronero. Está construida en mampostería, tiene base circular, de forma troncocónica. Alcanza una altura de 12 metros y tiene un espesor máximo en los muros de 0.8 metros.
La torre fue restaurada entre 1990 y 1991, junto con la Torre de Cope (en el término municipal de Águilas), como parte del convenio establecido entre la Comunidad Autónoma de Murcia y el INEM (1988-89) para la restauración de castillos de la Región de Murcia. El presupuesto para la restauración de ambas torres ascendió a 6.250.393 pesetas. En el mismo convenio, pero con un presupuesto independiente, se restauró la Torre de Santa Elena de La Azohía.